# Johann Lange (Maler, 1823)

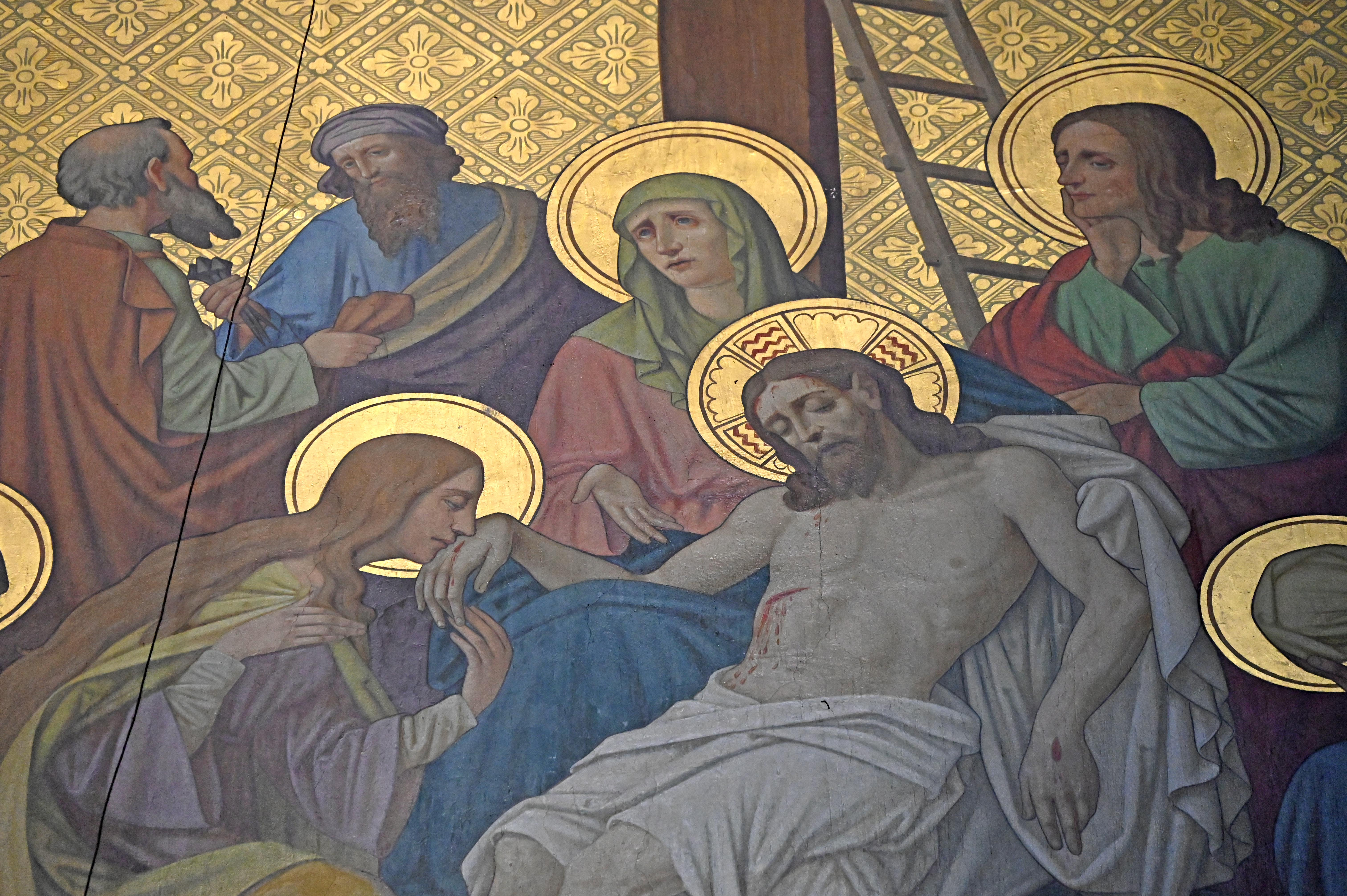
Johann Lange: Abnahme der Leiche Jesu vom Kreuz (St. Nikolaus, Koblenz-Arenberg)

Johann Lange (* 1823 in Koblenz; † 19. April 1908 in Aachen) war ein deutscher Landschaftsmaler der Düsseldorfer Schule.

## Leben
Aus Koblenz kommend studierte Lange in den Jahren von 1842 bis 1847 an der Kunstakademie Düsseldorf. Dort waren Rudolf Wiegmann (Architekturklasse, 1842) und Johann Wilhelm Schirmer (Landschafterklasse, 1843–1847) seine Lehrer. Lange lebte in Aachen.

## Werke
Für die Kirche St. Nikolaus in Koblenz fertigte Lange zusammen mit Peter Joseph Molitor mehrere große Wandgemälde mit Szenen aus der Passion Christi im Stil der Düsseldorfer Nazarener, die sich zwischen Arkaden und Obergaden befinden. Darüber hinaus hatte Lange im Jahr 1880 den Auftrag erhalten, zwei Wandmalereien für die Kirche St. Petrus in Wetten zu liefern. Sie zeigten das bevorstehende Jüngste Gericht und den Tod des hl. Josef.